# Niptus ventriculus
Niptus ventriculus là một loài bọ cánh cứng trong họ Ptinidae. Loài này được LeConte miêu tả khoa học năm 1859.